# Fuerza Y (Ejército Nacional Revolucionario)
Fuerza Y fue la designación del Mando del Sudeste Asiático otorgada a las fuerzas del Ejército Nacional Revolucionario de China que volvieron a entrar en Birmania desde Yunnan en 1944 como uno de los Aliados que lucharon en la campaña de Birmania durante la Segunda Guerra Mundial. Consistía en 175.000 efectivos divididos en 15 divisiones.

## 1942

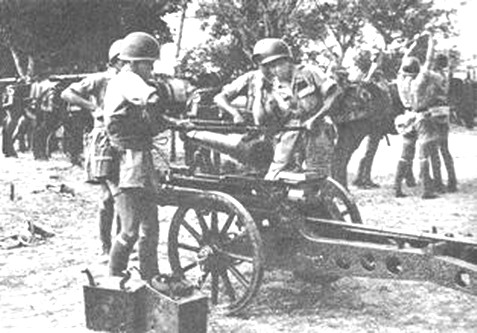
Soldados chinos con obús M1A1 de 75 mm con carro de preguerra y ruedas saliendo de la base de Ledo.

Cuando los japoneses y tailandeses invadieron Birmania (en la primera mitad de 1942), la Fuerza Expedicionaria China en Birmania, junto con las otras fuerzas aliadas, se vieron obligadas a retirarse a lo largo de sus líneas de comunicación. La mayoría de los chinos se retiraron a China, pero dos divisiones (la 38.ª y la 22.ª, mas unidades de otras tres) se retiraron a la India, donde fueron puestos bajo el mando del general estadounidense Joseph Stilwell.

## Campaña de 1943-1944
Después de ser reequipadas y entrenadas, las divisiones chinas designadas como Fuerza X formaron la mayoría de las fuerzas de primera línea disponibles para Stilwell cuando avanzó hacia el norte de Birmania en octubre de 1943. Su intención era capturar el norte de Birmania y reabrir las comunicaciones terrestres con China a través de una nueva ruta alternativa a la carretera de Birmania, llamada carretera de Ledo.
En apoyo de la ofensiva de Stilwell, en la segunda quincena de abril de 1944, la Fuerza Y montó un ataque en el frente de Yunnan. Cerca de 75.000 soldados cruzaron el río Salween en un frente de 300 kilómetros. Pronto, unas 15 divisiones chinas de 175.000 hombres, bajo el mando del general Wei Lihuang, estaban atacando a la 56.ª División japonesa. Las fuerzas japonesas en el norte luchaban ahora en dos frentes en el norte de Birmania.
A finales de mayo, la ofensiva de Yunnan, aunque obstaculizada por las lluvias monzónicas y la falta de apoyo aéreo, logró aniquilar la guarnición de Tengchong y finalmente llegó hasta Lungling. Fuertes refuerzos japoneses contraatacaron y detuvieron el avance chino.
Durante la temporada del monzón hubo una pausa en las principales acciones ofensivas y la lucha no se reanudó en serio hasta más tarde en 1944.

## Campaña de 1944-1945

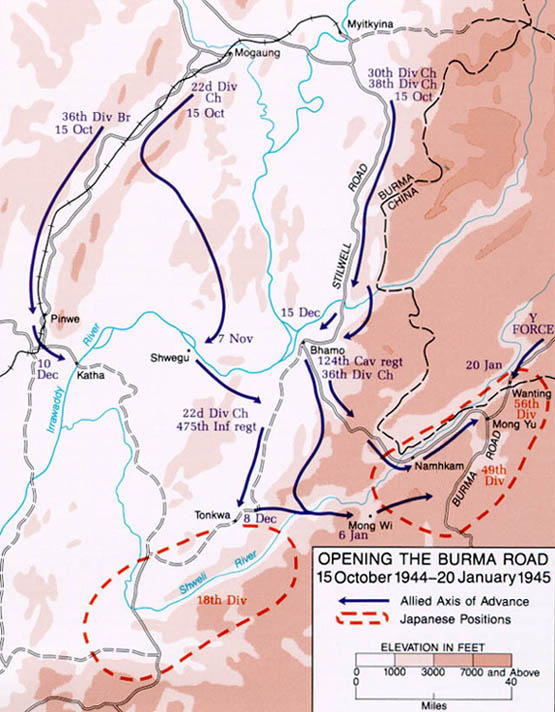
Apertura de la carretera de Birmania entre octubre de 1944 y enero de 1945.

El 33.º Ejército japonés, dirigido por el teniente general Masaki Honda, defendió el norte de Birmania contra los ataques tanto del norte de la India como de la provincia china de Yunnan. La 18.ª División japonesa se enfrentó a las fuerzas estadounidenses y chinas que avanzaban hacia el sur desde Myitkyina y Mogaung, que los británicos habían asegurado en 1944, y la 56.ª División japonesa se enfrentó a los grandes ejércitos chinos de Yunnan dirigidos por Wei Lihuang.
Aunque el 33.º Ejército se vio obligado a renunciar a la mayoría de los refuerzos que había recibido el año anterior, las operaciones del Comando de Combate de la Zona norte liderado por los estadounidenses bajo el mando del teniente general Daniel Isom Sultan se vieron limitadas desde finales de 1944 en adelante, ya que muchas de sus tropas estaban retirado por aire para hacer frente a los ataques japoneses en China. En la Operación Grubworm, las 14.ª y 22.ª divisiones chinas volaron a través de Myitkyina para defender los aeródromos alrededor de Kunming, vitales para el transporte aéreo de ayuda a China, apodado la Joroba. Sin embargo, el mando reanudó su avance.
En el flanco derecho del mando, la 36.ª División británica avanzó hacia el sur por el "Valle ferroviario" desde Mogaung hasta Indaw. Se puso en contacto con la 19.ª División india cerca de Indaw el 10 de diciembre de 1944, y el 14.º Ejército y el CCZN ahora tenían un frente continuo.
A la izquierda de Sultan, el Nuevo1.º Ejército chino (30.ª y 38.ª divisiones chinas) avanzó desde Myitkyina hasta Bhamo. Los japoneses resistieron durante varias semanas, pero Bhamo cayó el 15 de diciembre. El Nuevo 6.º Ejército chino (50.ª División china) se infiltró a través del difícil terreno entre estas dos alas para amenazar las líneas de comunicación japonesas.
El Nuevo 1.º Ejército se puso en contacto con los ejércitos de Wei Lihuang que avanzaban desde Yunnan cerca de Hsipaw el 21 de enero de 1945, y finalmente se pudo completar la carretera de Ledo. El primer convoy de camiones de la India llegó a Kunming el 4 de febrero, pero en este momento de la guerra el valor de la carretera de Ledo era incierto, ya que ahora no afectaría la situación militar general en China.
Para disgusto de británicos y estadounidenses, el líder chino Chiang Kai-shek ordenó a Sultan que detuviera su avance en Lashio, que fue capturada el 7 de marzo. Los británicos y los estadounidenses generalmente se negaron a entender que Chiang tenía que equilibrar las necesidades de China en su conjunto con la lucha contra los japoneses en una colonia británica. Los japoneses ya habían retirado la mayoría de sus divisiones del frente norte para enfrentarse al Decimocuarto Ejército en el centro de Birmania. El 12 de marzo, también se envió allí el Cuartel General del 33.º Ejército, dejando solo a la 56.ª División para mantener el frente norte. Esta división también se retiró a fines de marzo y principios de abril.
A partir del 1 de abril, las operaciones del CCZN se detuvieron y sus unidades regresaron a China. La 36.ª División británica se trasladó a Mandalay, que había sido capturada en marzo, y posteriormente se retiró a la India. Una fuerza guerrillera liderada por Estados Unidos, el 101.º Destacamento de la OSS, asumió las responsabilidades militares del CCZN, mientras que los asuntos civiles británicos y otras unidades como el Servicio de Asuntos Civiles (Birmania) intervinieron para asumir sus otras responsabilidades. Las autoridades militares dividieron el norte de Birmania en áreas de línea de comunicación.